# Hallongökbi
Hallongökbi (Nomada fusca) är en biart som beskrevs av Schwarz 1986. Den ingår i släktet gökbin och familjen långtungebin. Inga underarter finns listade i Catalogue of Life.

## Beskrivning
Hallongökbiet har svart huvud, hos hanen med gula markeringar i ansiktet; honan har i stället rödbruna markeringar på kinder, mundelar och mellankropp. Honans bakkropp är mörkbrun med svarta framkanter på tergiterna. På tergit 2 har både hane och hona stora, gula, ovala fält, tergit 3 har hos honan en liten, gul, oftast otydlig sidoprick, medan de två följande (tergit 4 och 5) har breda, gula tvärband. Hanen har i stället smala, ganska otydliga gula tvärband på tergit 3 och 4, samt breda sådana på tergit 5 och 6. Honan har dessutom vita hårband i bakkanterna på tergit 5 och 6. Kroppslängden är 8 till 10 mm.

## Ekologi
Artens habitat är främst skog, där den lever på glesbevuxna områden som skogbryn, gläntor, vid vägar och kraftledningsgator. Den bygger inga egna bon, utan larven lever som boparasit hos hallonsandbi, där den dödar ägget eller larven och lever på det insamlade matförrådet. Flygtiden är mellan mitten av maj och mitten av juli.

## Utbredning
Hallongökbiet är endemiskt för Nordeuropa där den lever i Norge, Sverige, Finland, Estland samt nordvästra Ryssland. I Sverige finns den i södra och mellersta delarna av landet samt längs Norrlandskusten. I Finland är utbredningen något oklar, eftersom den länge sågs som en form av skogsgökbi, men den finns troligen i större delen av landet; säkra fynd har gjorts i åtminstone södra hälften.

## Status
Internationellt sett har IUCN klassificerat arten som livskraftig ("LC"), och populationen är stabil. Inga hot har heller registrerats. Samma klassificering gäller för de svenska och finska förekomsterna.